# يوسف بن عبد الرحمن الفهري
يوسف بن عبد الرحمن بن حبيب بن أبي عبيدة بن عقبة بن نافع الفهري القرشي (72 هـ - 142 هـ / 691 - 759م): أمير الأندلس، وأحد القادة الدهاة الفصحاء. كان مقيما قبل الامارة بالبيرة. ومولده بالقيروان. اجتمعت له رفعة النسب مع عراقة الأسرة سياسياً، ففهر من قريش الظواهر، وجد أبيه الفاتح المشهور عقبة بن نافع، ووالده عبد الرحمن بن حبيب الفهري الذي كان أميراً للمغرب.
ابتعد يوسف وهو في سني نضجه عن الحياة العامة والسياسية، فأقام معتزلاً في إلبيرة بعيداً عن العاصمة قرطبة التي أصبحت تعج بالاقتتال بين عناصر الفاتحين العرقية والقبلية. وحدث الانقلاب في حياة يوسف الفهري وهو في السابعة والخمسين لما توفي ثوابة بن سلامة الجذامي بقرطبة، واختلفت المضرية واليمانية فيمن يولونه الإمرة، وكلا الفريقين يريد أن يكون الأمير منه. ثم اتفقوا على الفهري، فكتبوا إليه يذكرون له إجماعهم على تأميره، فجاءهم سنة 129 هـ وأطاعوه. وخرج عليه بعض الأمراء، بأربونة، وباجة، وسرقسطة، فقضى على ثورتهم. واستمر إلى أن دخل عبد الرحمن الداخل الأندلس، فقاتله يوسف في ذي الحجة سنة 138 هـ فانهزم جيشه ودخول الأمير الأموي قرطبة، ثم لاحقت قوات الداخل الفهري إلى غرناطة حيث اعتصم، ثم استسلم على أساس الأمان للجميع وعودة أملاك الفهري والصميل ونزولهما بمنازلهما بقرطبة والتحاقهما بالأمير الأموي، وذلك في ربيع الأول 139 هـ الموافق 4 أغسطس 756م.
ساءت أحوال يوسف الفهري بقرطبة، فقد تطاول عليه أناس رفعوا دعاوى عليه بتهم مظالم أوقعها بهم. وحُرِمَ آل الفهري من منافع كانت لهم انتقلت إلى بني أمية. فحرضه أتباعه على تغيير الوضع، فثار سنة 141 هـ بعد فراره من قرطبة، وتنقل بين طليطلة - مقر عصبيته - وماردة حيث انضمت إليه قبائل عربية وبربرية، ردَّ عبد الرحمن الداخل بالحشد في قرطبة وإشبيلية، وحاول الفهري توجيه ضربة استباقية إلى حشد إشبيلية الذي يقوده قريب عبد الرحمن، لكنه هُزم وفر هارباً باتجاه طليطلة حيث قتل على بعد أربعة أميال منها، وبذلك انتهت حياة هذا الوالي الذي حكم الأندلس مدة تقرب من عشر سنوات، وكانت أطول ولاية لوالٍ للأندلس منذ فتحها، وحمل رأسه إلى عبد الرحمن، فنصب بقرطبة.

## نسبه
نسبه هو يوسف بن عبد الرحمن بن حبيب بن أبي عبيدة بن عقبة بن نافع الفهري. جده عقبة بن نافع هو فاتح المغرب العربي، وباني مدينة القيروان ووالي إفريقية أيام معاوية بن أبي سفيان، وجده حبيب قاتل عبد العزيز بن موسى بن نصير، وأباه عبد الرحمن من الذين دخلوا الأندلس في جيش بلج بن بشر القشيري، وحاول أن يصل إلى سدة الإمارة، ولما فشل فر إلى إفريقية، وهناك استطاع أن يخلع واليها ويصل إلى سدة الولاية. تولى يوسف نفسه أربونة في ولاية عبد الملك بن قطن، وتحالف مع مورونتوس دوق بروفنس، وكانت له فيها معارك مع الإفرنج، استولى فيها على آرل وأفينيون.

## ولايته
بعد وفاة ثوابة بن سلامة الجذامي، اختلف أهل الأندلس لأربعة أشهر على من يلي الأمر، تولى خلال تلك الفترة القضاء عبد الرحمن بن كثير اللخمي، حتى استقر الأمر في ربيع الأول 129 هـ ليوسف بن عبد الرحمن الفهري بدعم من حليفه الصميل بن حاتم، على أن يتناوبوا عليها كل سنة، وهو ما لم ينفذه يوسف بعد انقضاء السنة، وهو ما عارضه يحيى بن حُريث الجذامي، الذي هاجم سجن أبي الخطار الكلبي الوالي السابق الذي سجنه ثوابة الجذامي، وحرّره. ثم جمع أبو الخطار وابن حريث العرب اليمانية، وجمع يوسف والصميل العدنانية، واقتتلا عام 130 هـ في معركة شقندة، فانهزمت اليمانية، وقُتل أبي الخطار وابن حريث.
شهدت فترة الاضطرابات تلك منذ عهد ثوابة وحتى ولاية يوسف اشتداد ساعد بيلايو الذي استغل اقتتال المسلمين فيما بينهم، فخرج من الصخرة واستولى على كورة أستورياس ثم جليقية كلها. وبعد أن هزم يوسف اليمانية، وجّه الصميل واليًا على الثغر الأعلى وكان معظم أهله من اليمانية، ليحكم سيطرته عليه. بدأ يوسف بعد ذلك في ضبط الشئون الداخلية، فأمر بمراجعة السجلات، واستبعاد الأموات، وأعاد تقسيم الأندلس إداريًا كما كانت في عهد القوط إلى خمس ولايات كبرى قواعدها قرطبة وطليطلة وسرقسطة وأربونة وماردة. كما نظم الجيش وأرسل الحملات لقتال البشكنس والقوط الذين غلبوا على بعض المناطق أثناء الاضطرابات التي سادت الأندلس في الفترة السابقة، إلا أن جيشه انهزم أمام قوات الإفرنج في سبتمانيا التي سقط معظمها عدا أربونة.
واجه يوسف عددًا من الثورات الداخلية التي نجح في قمعها، والتي كان أخطرها ثورة عامر بن عمرو العبدري الذي سيطر على الجزيرة الخضراء، وكاتب الخليفة العباسي أبي جعفر المنصور ليلي الأندلس للعباسيين، واستطاع أن يجمع حوله عددًا كبيرًا من المضرية واليمانية. وعندما هم يوسف بمطاردته، فر العبدري إلى الشمال، وتحالف مع الحباب بن رواحة الزهري وتميم بن معبد الفهري. وفي عام 136 هـ، هاجموا سرقسطة قاعدة الثغر الأعلى وهزموا الصميل الذي فر إلى طليطلة. ظل عامر العبدري مسيطرًا على الثغر زهاء عامين، إلى أن سار يوسف بجيش كبير إلى سرقسطة وحاصرها حصارًا شديدًا أرهق أهلها مما دفعهم إلى التخلص من العبدري والزهري وتميم الفهري بتسليمهم إلى يوسف لإنهاء الحصار، الذي أمر بقتلهم. سار يوسف بعد ذلك إلى طليطلة للقاء الصميل، وهناك جائته رسل ولده عبد الرحمن تخبره بنزل عبد الرحمن بن معاوية الأموي في المنكب.

## دخول عبد الرحمن بن معاوية الأندلس
وفي عام 136 هـ، دخل بدر مولى عبد الرحمن بن معاوية إلى الأندلس، وسأل موالي بني أمية في الأندلس أن يدعموا مطالبة عبد الرحمن بالأندلس والتمهيد لدخوله الأندلس. فعرض بدر رسالة عبد الرحمن على أبي عثمان عبيد الله بن عثمان وعبد الله بن خالد وأبي الحجاج يوسف بن بخت زعماء موالي بني أمية في الأندلس، فأجابوه. وعرضوا الأمر على الصميل بن حاتم، غير أن الصميل خشي علي نفوذه من مجيء عبد الرحمن، فاستقر على ألا يجيبه. فوافقت دعوة عبد الرحمن رغبة اليمانية في الثأر لهزيمتهم أمام الفهرية والقيسية في موقعة شقندة، فاحتشدوا لنصرة عبد الرحمن. ثم أرسل زعماء الموالي مركبًا عبر به إلى الأندلس، فوصل إلى ثغر المنكب في ربيع الثاني سنة 138 هـ.
بعد أن دخل عبد الرحمن الأندلس أتاه أبو عثمان وعبد الله بن خالد، وسارا به إلى حصن طرش منزل أبي عثمان التي أصبحت مركزًا لتجمع أنصاره. بلغ يوسف خبر وصول عبد الرحمن وتجمع الناس حوله، وعدم قدره عامله على إلبيرة على تفريقهم. فنصحه الصميل بوجوب المسارعة بملاقاته. وحين علم عبد الرحمن بمسير جيش يوسف، فتحرك بجيشه وأخضع كافة المدن في طريقه حتى إشبيلية التي استولى عليها وبايعه أهلها، فتجمع له ثلاثة آلاف مقاتل. حاول عبد الرحمن مباغتة يوسف، بمهاجمة قرطبة، والتقيا على بعد 45 ميلاً من قرطبة يفصلهما نهر الوادي الكبير. حاول يوسف أن يغري عبد الرحمن لينصرف بجنده، بأن وعده بالمال وبأن يزوجه من إحدى بناته. إلا أن عبد الرحمن رفض، وأسر خالد بن يزيد أحد رسل يوسف، لإغلاظه له القول. وفي الليل، حاول عبد الرحمن أن يسبق بجنده جيش يوسف إلى قرطبة. فعلم بذاك يوسف، وسار الجيشان بمحاذاة النهر تجاه قرطبة، إلى أن انحسر الماء عند المصارة يوم الأضحى لعام 138 هـ، فعبر جيش عبد الرحمن ودارت المعركة التي انتهت بانتصار جيش عبد الرحمن. بعد انتصاره، دخل عبد الرحمن إلى قرطبة، وأدى الصلاة في مسجدها الجامع حيث بايعه أهلها على الطاعة.

## ثورته على الداخل
فر يوسف والصميل بعد هزيمتهما في المصارة، فتوجه يوسف إلى طليطلة وحشد له عامله عليها هشام بن عروة الفهري جنودًا، وتوجه الصميل إلى جيان، وجمع جنودًا. التقى الحليفان بجندهما، وتوجها إلى إلبيرة. حاولا جذب عبد الرحمن من قرطبة إلى جيان لقتالهما، ومن ثم يذهب عبد الرحمن بن يوسف الفهري ليحتل قصر الإمارة في قرطبة. نجح يوسف والصميل في ذلك، حيث ترك عبد الرحمن بن معاوية قوة صغيرة في قرطبة بقيادة أبي عثمان. فهاجم عبد الرحمن بن يوسف الفهري قرطبة واحتل قصر الإمارة، وأسر أبا عثمان وبعض نساء عبد الرحمن بن معاوية. علم عبد الرحمن بما حل بقرطبة فعاد مسرعًا إليها، ففر ابن يوسف إلى أبيه في إلبيرة بأسراه. فغادر عبد الرحمن قرطبة إلى إلبيرة، وحاصر يوسف والصميل، فتصالحا على أن يعترفا بإمارته ولا ينازعانه، وأن يؤمنهما وحلفاءهما ويسمح لهما بسكنى قرطبة. فقبل عبد الرحمن على أن يقدم يوسف ولديه عبد الرحمن وأبي الأسود محمد رهينتين ليضمن وفائه بعهده، وأن يفرج عبد الرحمن عن كاتبة خالد بن زيد الأسير لديه مقابل أن يفرج يوسف عن أبي عثمان، وتم الصلح في عام 140 هـ. فانتقل يوسف والصميل مع عبد الرحمن إلى قرطبة، ونزل يوسف بشرقي قرطبة في قصر الحر الثقفي.
عمل عبد الرحمن علي إكرام يوسف تقديرًا لمكانته، غير أنه لم يمض عام حتى ثار يوسف على عبد الرحمن، بعد أن راسل أهل ماردة ولقنت، فهرب إليهم عام 141 هـ. ثم تقدم يوسف نحو إشبيلية فحاصرها، فطلب واليها عبد الملك بن عمر المرواني من ابنه والي مورور نجدته. ثم فك يوسف حصاره ليتوجه إلى عبد الرحمن الداخل. فزحف عبد الملك وابنه خلف يوسف، فتقاتلا وانهزم يوسف وتفرق من معه. فر يوسف إلى طليطلة عند حليفه هشام بن عروة الفهري والي طليطلة، فأدركه عبد الله بن عمر الأنصاري قبل طليطلة بأربعة أميال فقتله، وبعث برأسه إلى عبد الرحمن الداخل، وقيل الذي قتله میمون بن سعید مولى الوليد بن عبد الملك والي طليطلة لعبد الرحمن الداخل.